# Vyacheslav Danilin
Vyacheslav Vyacheslavovich Danilin (tiếng Nga: Вячесла́в Вячесла́вович Дани́лин; sinh ngày 14 tháng 3 năm 1984) là một cầu thủ bóng đá người Nga. Anh thi đấu cho FC Veles Moskva.

## Sự nghiệp thi đấu
Danilin trước đó thi đấu cho F.K. Moskva tại Giải bóng đá ngoại hạng Nga và Dinaburg FC.
| 2002 | F.K. Moskva           | Giải bóng đá ngoại hạng Nga 1st level0           | 0/0      |
| 2003 | F.K. Moskva           | Giải bóng đá ngoại hạng Nga 1st level0           | 0/0      |
| 2004 | Fakel Voronezh (mượn) | Russian Second Division 3rd level0               | 4/0      |
| 2004 | F.K. Moskva           | Giải bóng đá ngoại hạng Nga 1st level0           | 0/0      |
| 2005 | F.K. Moskva           | Giải bóng đá ngoại hạng Nga 1st level0           | 7/0      |
| 2006 | F.K. Moskva           | Giải bóng đá ngoại hạng Nga 1st level0           | 2/0      |
| 2007 | FK Daugava Daugavpils | Giải bóng đá hạng nhất quốc gia Latvia 1st level | không rõ |

* - số trận và bàn thắng